# ブッカー・リトル (アルバム)
『ブッカー・リトル』（Booker Little）は、アメリカ合衆国のジャズ・トランペット奏者、ブッカー・リトルが1960年に録音・発表したスタジオ・アルバム。リトルが生前に録音したリーダー・アルバム4作のうち2作目に当たる。

## 解説
リトルのリーダー・アルバムとしては唯一、ワン・ホーンの編成で録音され、1960年4月13日のセッションではトミー・フラナガン、同15日のセッションではウィントン・ケリーがピアノを担当した。本作はタイム・レコードから発売され、リトルは過去にも、マックス・ローチが同社のために録音したアルバム『アワード・ウィニング・ドラマー』（1958年11月4日録音）でサイドマンを務めている。
スコット・ヤナウはオールミュージックにおいて5点満点中4.5点を付け「リトルの個性である哀愁に満ちた音色と叙情的なスタイルは、"Who Can I Turn To"だけでなく、彼の手による5曲のオリジナル曲（その幾つかは再評価されるべきである）においても絶好調だ」と評している。1975年3月25日発売の日本盤再発LP (ULS-1802)は、日本のオリコンLPチャートで最高68位を記録した。

## 収録曲
特記なき楽曲はブッカー・リトル作。
1. オープニング・ステイトメント - "Opening Statement" - 6:43
2. マイナー・スイート - "Minor Sweet" - 5:40
3. ビー・ティーズ・マイナー・プレア - "Bee Tee's Minor Plea" - 5:40
4. ライフズ・ア・リトル・ブルー - "Life's a Little Blue" - 6:53
5. ザ・グランド・ヴァルス - "The Grand Valse" - 4:58
6. フー・アイ・キャン・ターン・トゥ - "Who Can I Turn To?" (Alec Wilder, William Engvick) - 5:25

## 参加ミュージシャン
- ブッカー・リトル - トランペット
- トミー・フラナガン - ピアノ(on #1, #2, #5, #6)
- ウィントン・ケリー - ピアノ(on #3, #4)
- スコット・ラファロ - ベース
- ロイ・ヘインズ - ドラムス